# Lil' Infinity
《Lil' Infinity》是日本音乐团体AAA的第44张单曲，於2015年2月25日由avex trax发售。

## 概要
- 《Lil' Infinity》是AAA出道十週年的計劃 - 連續7個月單曲發行的第二作。
- 《Lil' Infinity》是電影『生命中的美好缺憾』（The Fault in Our Stars）的主題曲。
- 主打曲《Lil' Infinity》由宇野實彩子作開頭。
- 與前作相同，此單曲並未收錄任何B面曲。
- 此單曲只有「CD ONLY」1個版本。
- 與DVD《AAA ARENA TOUR 2014 -Gold Symphony-》同時發行。
- 在3月9日於公信榜单曲週排行榜取得第3位。

## 收錄内容

### CD
1. Lil' Infinity
（作詞：小松レナ / Rap詞：Mitsuhiro Hidaka / 作曲：渡辺徹）
2. Lil' Infinity (Instrumental)